# Megachile piliventris
Megachile piliventris là một loài Hymenoptera trong họ Megachilidae. Loài này được Morawitz mô tả khoa học năm 1886.